# فرودگاه تمغا
فرودگاه تامغا (به لاتین: Tamga Airport) یک فرودگاه در قرقیزستان است که در شهرستان جتی‌اغوز واقع شده‌است.